# الجمرة (فلم 1982)
فيلم الجمرة (بالفرنسية: La braise) هو فيلم مغربي من عام 1982م، أخرجته فريدة بورقية في أول ظهور لها.   كان واحداً من فيلمين روائيين فقط أنتجتهما مخرجات بالمغرب في الثمانينيات، ويعتبر من أوائل الأفلام الروائية المغربية التي أخرجتها امرأة.   

## ملخص
في قرية جبلية، يُتهم أب باغتصاب وقتل شابة من المنطقة. أعدمه القرويون دون محاكمة، وتوفيت زوجته بشكل مأساوي. تركوا وراءهم ثلاثة أطفال مضطهدين - علي ومريم وإبراهيم - الذين يحاولون كشف مرتكب الجريمة التي تم إتهام والدهم بارتكابها خطأ. 